# 사지정
사지정(佐治町)은 효고현 히카미군에 있던 정이다. 현재의 단바시 아오가키정의 중심부에 해당한다.

## 역사
- 1889년 4월 1일 - 정촌제 시행에 의해 5촌의 구역을 가지고 사지촌이 성립하였다.
- 1921년 10월 1일 - 정으로 승격해 사지정이 되었다.
- 1955년 4월 1일 - 시구라촌, 아시다촌, 도자카촌과 합병해, 아오가키정이 성립, 동일 사지정은 폐지되었다.

## 참고문헌
- 角川日本地名大辞典 28 兵庫県